# Doliwa (herb szlachecki)
Doliwa – polski herb szlachecki, noszący zawołanie Doliwa. Wzmiankowany w najstarszym zachowanym do dziś polskim herbarzu, Insignia seu clenodia Regis et Regni Poloniae, spisanym przez historyka Jana Długosza w latach 1464–1480. Doliwa jest jednym z 47 herbów adoptowanych przez bojarów litewskich na mocy unii horodelskiej z 1413 roku.
Herb występował głównie wśród rodzin osiadłych w ziemi dobrzyńskiej, krakowskiej, łęczyckiej, sandomierskiej, sieradzkiej i na Mazowszu. Spośród najbardziej znanych rodów pieczętujących się tym herbem, należy wymienić Rozdrażewskich i Głębockich.
Doliwy używał też Jan Chryzostom Pasek.

## Opis herbu

### Opis historyczny

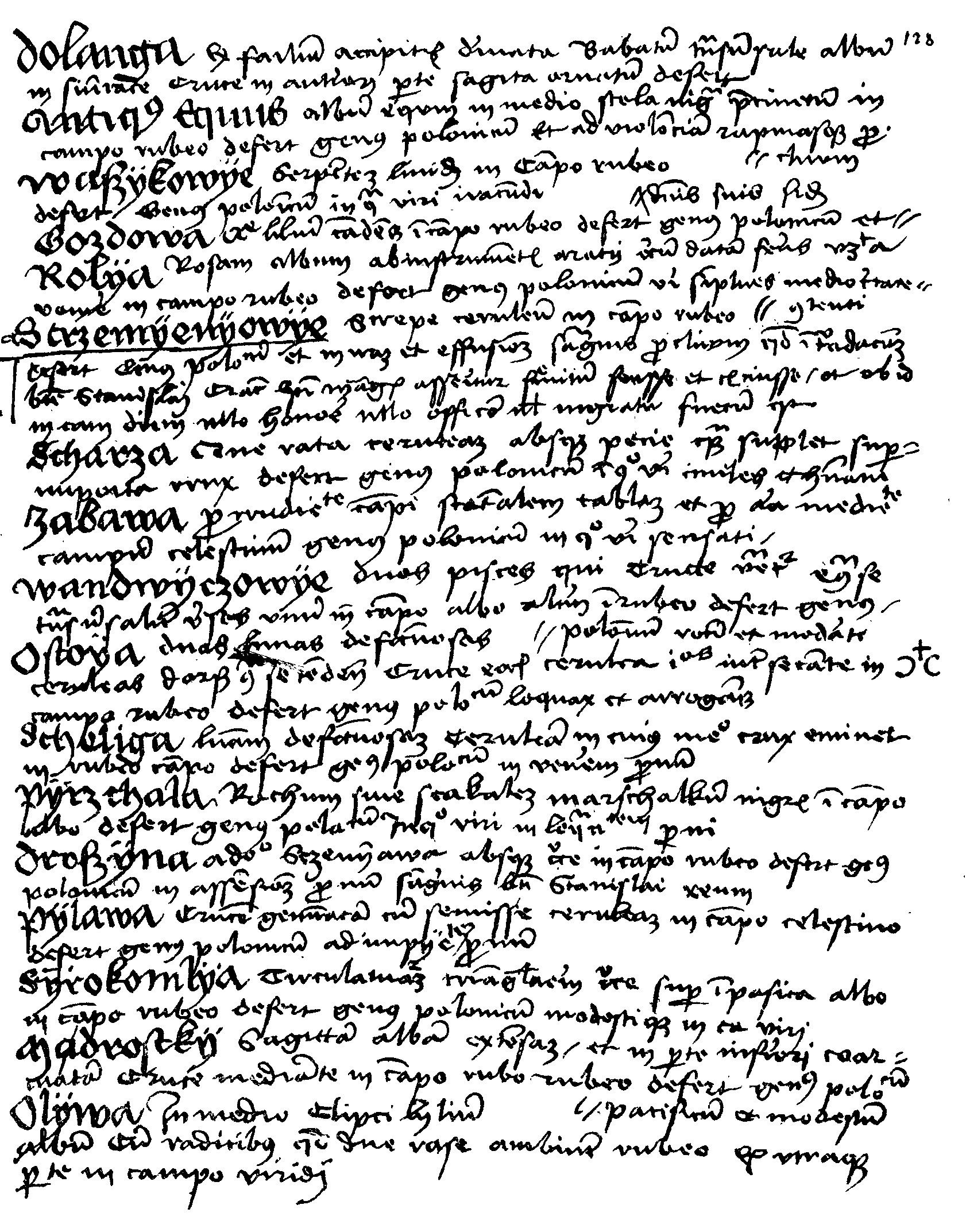
Jedna ze stron manuskryptów Jana Długosza, zawierająca opisy polskich herbów

Jan Długosz (1415–1480) blazonuje herb i opisuje herbownych następująco:

Dolywa, que in linea transversali alba tres rosas rubeas in campo celestino defert, a castro Lyw in Mazouia denominata. Genus Polonicum, viri at potacionem et largitionem procliui.

Po przetłumaczeniu:

Doliwa, białą poprzeczną linię z trzema czerwonymi różami w polu błękitnym nosi, w zamku Liw na Mazowszu nadany. Rodzina polska, ludzie łatwi do picia i przekupstwa.

Kasper Niesiecki, podając się na dzieła historyczne Szymona Okolskiego i Bartosza Paprockiego, opisuje herb:

Trzy róże czerwone o czterech liściach, jedna podle drugiej, na drodze białej, czyli jako drudzy mówią na pasie rycerskim białym, czyli jako inni, między dwiema liniami, równo od siebie odległemi, od lewego boku tarczy na ukos w prawą rozłozonemi, w polu błękitnem, (...) nad hełmem i koroną trzy róże, w prost do góry, jedna nad drugą idą, między dwiema trąbami (...).

### Opis współczesny
Opis skonstruowany współcześnie brzmi następująco:
Na tarczy w polu błękitnym pas srebrny w lewo skos, na nim trzy czerwone róże.
W klejnocie między dwiema czarnymi trąbami trzy czerwone róże w słup ustawione.
Labry herbowe błękitne, podbite srebrem.

## Geneza

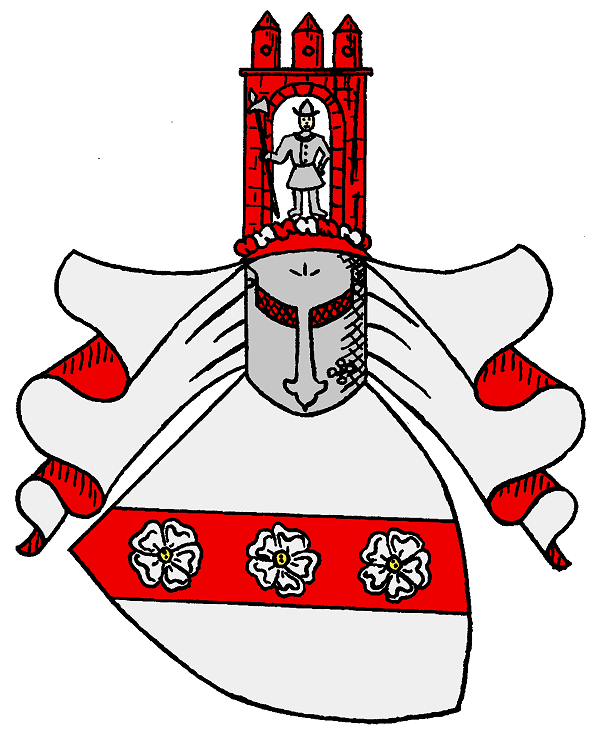
Herb Warburgów.

### Najwcześniejsze przedstawienia
Najwcześniejsza pieczęć z herbem „Doliwa” jaka jest znana, to pieczęć Gerarda z Przyprostni z roku 1311. Paprocki w swoim herbarzu, na podstawie herbarza Długosza, pomiędzy innymi krzyżackimi chorągwiami zebranymi pod Grundwaldem umiejscowił, białą chorągiew starostwa rogozińskiego, na której znajdowały się w czerwonym pasie trzy róże, rozciągnięte na ukos od prawego do lewego boku. Przypisał też herb posiadający trzy róże na srebrnym pasie Warburgom, hrabiom saksońskim.
- 1311 (pieczęć Gerarda z Przyprostni).
- Mikołaj wojewoda poznański 1334 r.
- Jan wojewoda kujawski 1343 r.
- Jarosław wojewoda poznański 1343 r.
- Mikołaj z Będlewa 1343 r.

### Najwcześniejsze wzmianki pisane
- Jan Doliwa biskup Poznański 1320 r.
- Filip kasztelan Krzywiński 1383 r.

W wyniku unii horodelskiej w 1413 herb został przeniesiony na Litwę. Do rodu Doliwów przyjęty został bojar litewski Naczko, który na chrzcie otrzymał imię Piotr, a który w późniejszych aktach używał przydomka odojcowskiego Ginwiłowicz. Ród Doliwów reprezentowany był w Horodle przez Macieja Kota – kasztelana nakielskiego, Janusza Furmana – kasztelana międzyrzeckiego i Piotra z Falkowa, podsędka sandomierskiego, który do aktu przywiesił swą pieczęć.
Wiersz Paprockiego o początkach domu Doliwów:

Kiedy mimo zamek Liw szło wojsko niemałe,

Trafili na Jaćwingi, pogany zuchwałe,

Którzy chcieli fortelem lud z zamku onego,

Zwabić, skazić do gruntu zacność i moc jego.

Oni ludzie pogańscy naszych nie postrzegli,

Chcąc chęć swoję wykonać na stronie ulegli.

Posłali pod on zamek szpiega dowcipnego,

Rycerz, co Różą nosił, spieszył się do niego.

Odrzuciwszy ostrogi, szedł pod same mury,

Gdzie nie baczył przystępu ani żadnej dziury.

Tak zwana „etymologia ludowa” upatruje genezę nazwy rodu Doliwów od nazwy plemienia Liwów zamieszkujących Liwonię, północno-wschodnie tereny dzisiejszej Łotwy. Według niej, po podbiciu Liwów i sąsiadujących z nimi Kurów przez zakon kawalerów mieczowych, podczas tzw. krucjaty północnej 1206–1207, ludy te zostały zmuszone do przyjęcia nowej wiary i podporządkowane woli najeźdźców. Ślady jakie znajdujemy w polskich nazwach geograficznych (np. Liwiec, Liw) wskazują na osadnictwo Liwów na naszych ziemiach z okresu wielkiej wędrówki ludów. Jednak najstarsze dokumenty wskazują na środkową Wielkopolskę jako na gniazdo rodowe. „Liwić” w języku staropolskim oznaczało „wypatrywać”. Określenie to możemy napotkać jeszcze w XVI-wiecznym „Żywocie Jana Tarnowskiego” autorstwa Stanisława Orzechowskiego i „Słowniku Łacińsko-Polskim” Bernarda z Bydgoszczy (z początku tegoż wieku).
Sam zaś herb występował wcześniej w Europie zachodniej, a przybył na ziemie polskie prawdopodobnie z Niemiec.
Najwcześniejsze lokalne źródło heraldyczne wymieniające ten herb to wspomniane już wcześniej Insignia seu clenodia Regis et Regni Poloniae, datowane na lata 1464–1480. Autorem tego dzieła jest polski historyk, Jan Długosz. Długosz w swoim herbarzu przedstawił w opisał klejnot herbu jako posiadający trzy strusie pióra na hełmie. Według Paprockiego jest to pomyłka.

### Etymologia
Jan Długosz wywodzi nazwę herbu od zamku w Liwie leżącego w obecnej wsi Liw na Mazowszu.
Według słownika etymologiczno-motywacyjnego staropolskich nazw osobowych, nazwa herbu Doliwa ma pochodzić od jego zawołania do Liwa!, hipotetycznie stanowiącego proklamację eliptyczną przyimkową o charakterze wojskowym; por. Liw miasto, woj. siedleckie, niegdyś gród kasztelański. Próba tego rodzaju objaśnienia nazwy heraldycznej uważana jest niekiedy za mało prawdopodobną, przydomek Doliwa należał bowiem do osoby Jana, biskupa poznańskiego utrwalił się jako nazwa heraldyczna w wielkopolskim, a nie w mazowieckim środowisku herbownych. Przeciwnikiem łączenia nazwy heraldycznej z rzekomym zawołaniem do Liwa! był również Kozierowski, upatrując w niej przezwisko osobowe formie przymiotnika utworzonego od rzeczownika dola + iw(y), jak godziw, mściw itp. Nie wyklucza też pochodzenia nazwy osobowej Doliwa od zapomnianej nazwy bóstwa będącego osobieniem losu czy przeznaczenia.

## Herbowni

### Lista Tadeusza Gajla
Lista herbownych w artykule sporządzona została na podstawie wiarygodnych źródeł, zwłaszcza klasycznych i współczesnych herbarzy. Należy jednak zwrócić uwagę na częste zjawisko przypisywania rodom szlacheckim niewłaściwych herbów, szczególnie nasilone w czasie legitymacji szlachectwa przed zaborczymi heroldiami, co zostało następnie utrwalone w wydawanych kolejno herbarzach. Identyczność nazwiska nie musi oznaczać przynależności do danego rodu herbowego. Przynależność taką mogą bezspornie ustalić wyłącznie badania genealogiczne.
Pełna lista herbownych nie jest dziś możliwa do odtworzenia, także ze względu na zniszczenie i zaginięcie wielu akt i dokumentów w czasie II wojny światowej (m.in. w czasie powstania warszawskiego w 1944 spłonęło ponad 90% zasobu Archiwum Głównego w Warszawie, gdzie przechowywana była większość dokumentów staropolskich). Lista nazwisk znajdująca się w artykule pochodzi z Herbarza polskiego, Tadeusza Gajla (376 nazwisk). Występowanie na liście nazwiska nie musi oznaczać, że konkretna rodzina pieczętowała się herbem Doliwa. Często te same nazwiska są własnością wielu rodzin reprezentujących wszystkie stany dawnej Rzeczypospolitej, tj. chłopów, mieszczan, szlachtę. Jest to jednakże dotychczas najpełniejsza lista herbownych, uzupełniana ciągle przez autora przy kolejnych wydaniach Herbarza. Tadeusz Gajl wymienia następujące nazwiska uprawnionych do używania herbu Doliwa:
|  | Alchinowicz, Alkimowicz, Androszewicz, Andruchowicz, Andruszewicz, Babicki, Babiłło, Badowski, Balcerowicz, Bartodziejski, Baruchowski, Bereżyński, Biechowski, Bieniądzki, Bieniecki, Błotnicki, Bobrkowski, Bobrownicki, Bogdański, Bogutko, Borkowski, Borownicki, Bortnowski, Boruchowski, Brykaj, Brzezieński, Brzeziński, Chanowski, Chebda, Chorzelewski, Ciecholewski, Cielecki, Cieleski, Cielski, Ciemierzyński, Ciemiornicki, Ciski, Czemiernicki, Czemierzyński, Częstkowski, Czindaski, Czyżewski, Dalidonowicz, Daniewicz, Delinda, Dembiński, Dębiński, Dębski, Dier, Dłużniewski, Dobiejowski, Dobiesz, Dobkiewicz, Dobrot, Dobrowolski, Dobrucki, Doliwa, Drabowicz, Drobot, Drożyński, Duniewicz, Dyczkowski, Dynowski, Dzieczeński, Dzieczyński, Dziektarski, Dziewiński, Dzik, Dzikowicz, Dzikowski, Dziwiński, Elsner, Elssner, Falinkowski, Falkowski, Fallois, Falski, Fulewski, Furman, Gagowski, Gedbut, Gedbutowicz, Getbut, Gezek, Gidwiłło, Giecewicz, Gieczewicz, Giedbut, Giedwiłło, Giedymin, Giedziewicz, Giesek, Ginwiłowicz, Girdwojń, Girdwoyń, Gitter, Gizowski, Gładkowski, Głazejewski, Głazowski, Głażejewski, Głażewski, Głażowski, Głębocki, Głuczowski, Gocki, Godzki, Gojski, Gołgowski, Gołogórski, Gonsecki, Gorski, Gorzuchowski, Gorzycki, Gosławski, Gościński, Goyski, Gozdowski, Gozdzecki, Gozdzicki, Gozdzki, Gozimirski, Goździn, Górski, Grajewski, Graniewski, Grzybowski, Gujski, Guzewski, Guzowski, Handa, Hilter, Hujsiej, Hurtych, Hurtyg, Hurtyk, Ilnicki, Iłłakowicz, Iraszewski, Iraszowski, Iruszewicz, Jakubiński, Jamiołkowski, Janczewski, Jankowski, Janski, Janulewicz, Jański, Jelitko, Jelitowski, Jemiołkowski, Kadłubicki, Kadłubski, Kempski, Kępski, Khanowski, Kijaszkowski, Klechowski, Kleczkowski, Klepacki, Klichowski, Klikowski, Klimczycki, Kłoczewski, Kłoczowski, Knot, Kobylnicki, Kopacz, Korzeński, Kosiński, Koszczyc, Koszczycz, Koszembar, Kościelecki, Kot, Kowalewski, Kozakowski, Kożuchowski, Krogulecki, Kruszecki, Langeman, Lipski, Lisiewski, Lisowski, Lubieński, Lubiński, Lubliński, Luboracki, Luboradzki, Ludkiewicz, Lutek, Lutkiewicz, Lutko, Lutogniewski, Łubieński, Łukaszewicz, Łukomski, Łyskowski, Łyszkowski, Machwicz, Maciuk, Maczuk, Maraczewski, Marcinkiewicz, Mazowski, Mejnard, Mejnart, Mieszkowski, Miłosławski, Mleczko, Młodziejewski, Młodziejowski, Młotnicki, Montrym, Moraczewski, Nac, Naczko, Naczkun, Nagiewicz, Naszyniec, Natkiewicz, Natko, Neczko, Niemajewski, Niemojewski, Ninkowski, Noswicki, Noswitz, Noświcki, Nowomiejski, Ochimowski, Okrąglicki, Olszyński, Omiechowski, Osiecki, Osuchowski, Pałaszewski, Pałaszowski, Parawa, Parczewski, Pasek, Paszek, Paszkiewicz, Pawłowski, Pępowski, Pieciulewicz, Pilecki, Poddębski, Podgórski, Podleski, Połubiński, Porzecki, Przekuleja, Przestępski, Przykuleja, Przyrownicki, Purzycki, Radecki, Rakowski, Rozdrażewski, Różycki, Rudziański, Rykalski, Rykowski, Rzeszowski, Sabliński, Sadkowski, Sadłowski, Sadowski, Sawiński, Seeloff, Siciński, Sieliski, Sielnicki, Siemakowski, Siemianowski, Sierzik, Silnicki, Siruć, Siwakowski, Skarbek, Skawiński, Skąpski, Skępski, Skroboński, Slesiński, Sleszyński, Słoński, Smoliński, Sobocki, Sobotkiewicz, Sokołowski, Sreczkowski, Sroczkowski, Starodumski, Staryński, Starzyński, Stawowski, Stawrowicz, Stąpczewski, Stempczyński, Stępczeński, Stępczyński, Stęprzeński, Stęprzyński, Stępski, Strawiński, Stroński, Struński, Stryjewski, Stryjowski, Strzecki, Strzelecki, Sucymiński, Sulko, Sułko, Suski, Swietlik, Swinarski, Syrnia, Syruć, Szczedetowicz, Szczycki, Szczytski, Szlikiewicz, Szlykiewicz, Szyłański, Szymkiewicz, Szynyk, Szytański, Śledź, Ślerzyński, Ślesiński, Śleszyński, Śreczkowski, Średnicki, Świdnicki, Świnarski, Taraniewski, Teuto, Trzecki, Wardyński, Wialbut, Włodkowski, Włotkowski, Wolski, Wrembski, Wrębski, Wrzebski, Wrzębski, Wrzępski, Zacharewicz, Zacharowicz, Zacharzewski, Zakrzewski, Zalchocki, Załaski, Załąski, Załęcki, Załęski, Zambrowski, Zelecki, Zeleński, Zeliński, Zembrzuski, Zielecki, Zielendzki, Zieleński, Zielęcki, Zielęski, Zieliński, Zrażewski, Zynda, Żalchowski, Żelęcki, Żydowski. Tadeusz Gajl, Herbarz Polski |

Naczkun lub Natko to różne wersje imienia Piotra Naczka, wspomnianego wcześniej bojara, adoptowanego podczas unii horodelskiej w 1413 roku do herbu Doliwa.

### Pozostałe nazwiska
Jury Łyczkowski, na swojej stronie dotyczącej heraldyki, wspomina również o nazwiskach Bobrowicki, Gozdzielski, Silinicz, Zieleznicki .

## Występowanie w heraldyce terytorialnej

### Herby będące powtórzeniem rysunku Doliwy
- Murowana Goślina (miasto) (zob. herb Murowanej Gośliny)[24].
- Murowana Goślina (gmina)[24].
- Rozdrażew (miasto) (zob. herb gminy Rozdrażew)[25].
- Rozdrażew (gmina)[25].

### Herby terytorialne o niepewnych związkach z Doliwą
- Nowy Dwór Gdański (miasto) (zob. herb Nowego Dworu Gdańskiego).
- Nowy Dwór Gdański (gmina).
- Siemianowice Śląskie (miasto) (zob. herb Siemianowic Śląskich).
- Powiat oleski (powiat) (zob. herb powiatu oleskiego).
- Uetendorf (gmina)
- Vechelde (gmina)

## Odmiany
| Odmiany herbu Doliwa |

## Galeria

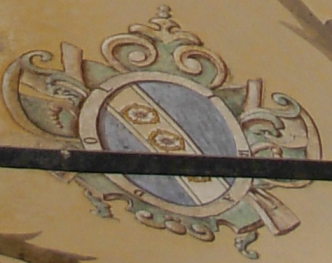
Herb Doliwa w zamku w Baranowie Sandomierskim.
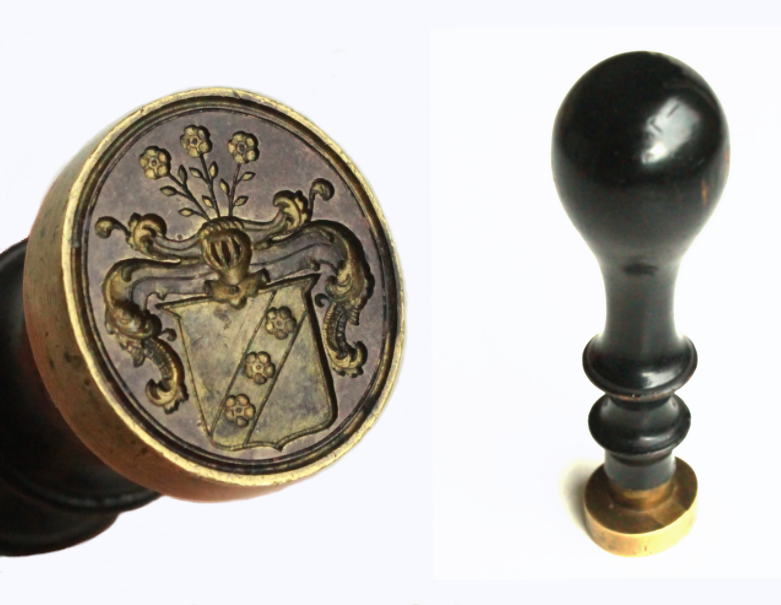
Pieczątka z herbem Doliwa pochodząca z XIX wieku.
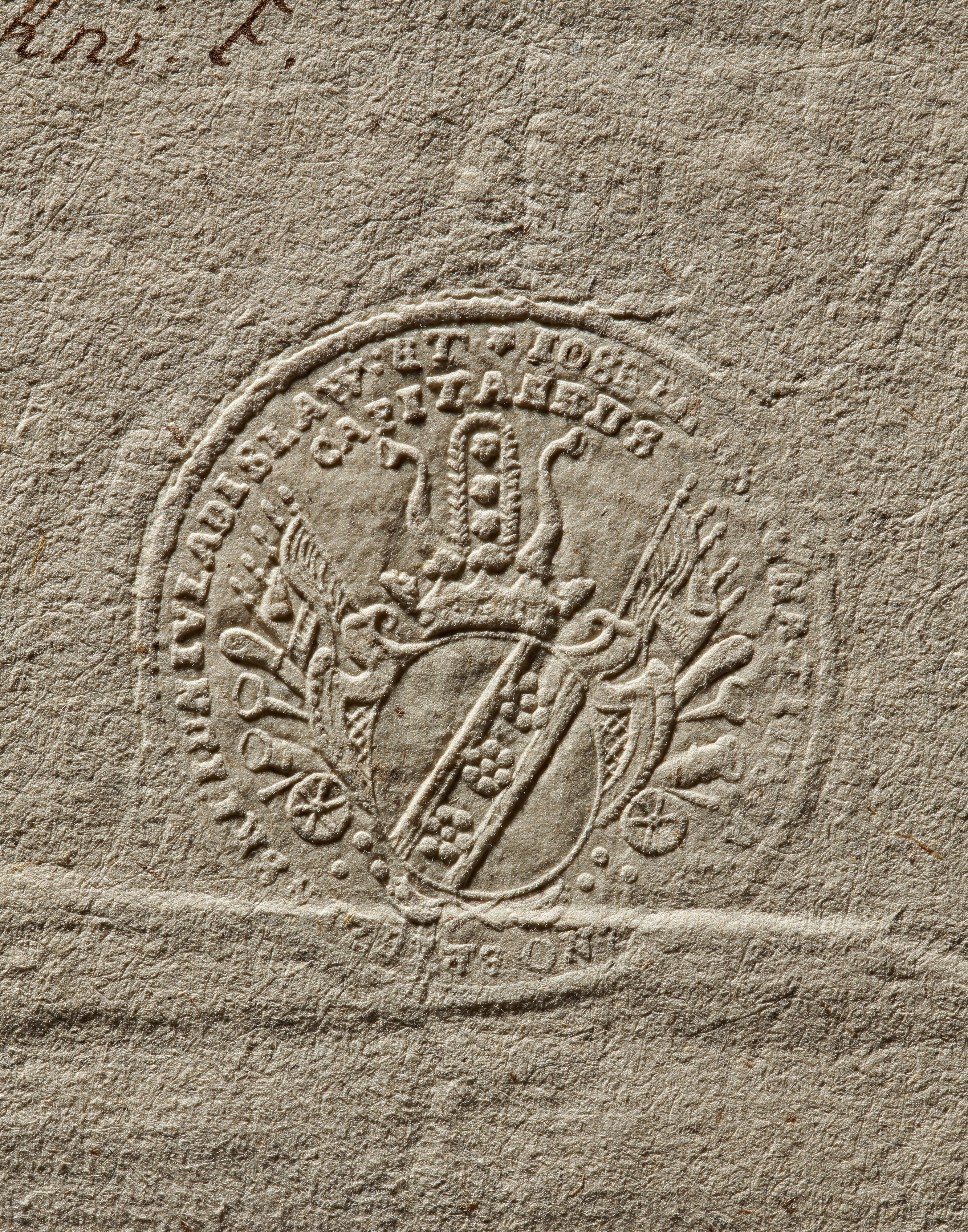
Odcisk pieczęci Józefa Ignacego Brzezińskiego z herbem Doliwa